# Kazuhiro Higashi
Kazuhiro Higashi (jap. 東 和広, Higashi Kazuhiro; * 2. Juli 1968 in Niki, Landkreis Yoichi, Hokkaidō) ist ein ehemaliger japanischer Skispringer.

## Werdegang
Higashi gab am 16. Dezember 1989 sein Debüt im Skisprung-Weltcup. Beim Springen von der Normalschanze in Sapporo landete er auf dem 56. Platz. Bei der Nordischen Skiweltmeisterschaft 1991 in Val di Fiemme sprang er von der Normalschanze auf den 5. Platz. Am 17. März 1991 erreichte er auf dem Holmenkollbakken in Oslo mit dem 7. Platz das beste Einzelresultat bei einem Weltcup-Springen in seiner Karriere. Die Saison 1990/91 beendete er auf dem 34. Platz in der Weltcup-Gesamtwertung. Higashi wechselte zur Saison 1991/92 in den neu geschaffenen Skisprung-Continental-Cup, in dem er bis 1999 verblieb. Jährlich wurde er aber für das Weltcup-Springen in Sapporo nominiert und konnte dabei noch mehrmals Weltcup-Punkte gewinnen. Higashi gehörte außerdem zum Aufgebot für die Olympischen Winterspiele 1992 in Albertville, ging dort jedoch bei keinem Wettbewerb an den Start. 1999 beendete Higashi seine aktive Skisprungkarriere.
Kazuhiro Higashi ist der älteste der „drei skispringenden Higashi-Brüder“: Sein Zwillingsbruder Akihiro und sein jüngerer Bruder Akira waren ebenfalls Skispringer.

## Erfolge

### Weltcup-Platzierungen
| Saison  | Platz | Punkte |
| ------- | ----- | ------ |
| 1990/91 | 34.   | 17     |
| 1993/94 | 86.   | 04     |
| 1994/95 | 63.   | 26     |
| 1995/96 | 61.   | 32     |
| 1996/97 | 70.   | 18     |
| 1998/99 | 80.   | 09     |